# Szabadság Mozgalom (Szlovénia)
A Szabadság Mozgalom (szlovénül: Gibanje Svoboda), korábban Zöld Akciók Pártja (szlovénül: Stranka zelenih dejanj; Z.DEJ), egy szlovén politikai párt, mely balközépként határozza meg magát, és a zöldpolitika és a liberalizmus eszméit képviseli.

## Történet
Alapító kongresszusára 2021. május 8-án, szombaton került sor. Jure Leben szlovén politikus alapította, és megalakulását ugyanazon év januárjában jelentették be a Studio City műsorában. A párt környezetvédelmi intézkedésekkel keresi az egyensúlyt az ipari haladás és a környezet megóvása között.
Első elnöknek Jure Lebent választották, alelnöknek pedig Gregor Erbežniket.
2022 januárjában a párt vezetését Robert Golob vette át, aki a párt nevét Szabadság Mozgalomra változtatta.

## A párt céljai
A párt munkája előtérbe helyezi a szabadságot, a zöld átmenetet, a nyílt társadalmat, a bizalmat, a tiszteletet, a párbeszéd kultúráját és a felelős együttműködést.
Jure Leben bevezető beszédében megemlítette a velenjei szénbánya bezárását, és az erdők védelmét. A párt emellett adót vezetne be a nem újrahasznosított műanyagokra, miközben előremozdítja Szlovénia fenntartható közlekedési formáit, szén-dioxid-mentesítését, és decentralizációját. Leben szerint Szlovéniának a Világgazdasági Fórum által listázott 20 legversenyképesebb ország közé kellene kerülnie.
Szociális intézkedésként a párt a nyilvánosan elérhető egészségügyet és a egészségügyi szakdolgozói létszámbővítést, az oktatási rendszer reformját és az iskolák digitalizálását helyezte még előtérbe.

## Fordítás
Ez a szócikk részben vagy egészben  a   Freedom Movement (Slovenia) című angol Wikipédia-szócikk ezen változatának fordításán alapul.  Az eredeti cikk szerkesztőit annak laptörténete sorolja fel. Ez a jelzés csupán a megfogalmazás eredetét és a szerzői jogokat jelzi, nem szolgál a cikkben szereplő információk forrásmegjelöléseként.